# Zagrodno (gemeente)
De gemeente Zagrodno is een landgemeente in het Poolse woiwodschap Neder-Silezië, in powiat Złotoryjski.
De zetel van de gemeente is in Zagrodno.
Op 30 juni 2004 telde de gemeente 5695 inwoners.

## Oppervlakte gegevens
In 2002 bedroeg de totale oppervlakte van gemeente Zagrodno 122,09 km², waarvan:
- agrarisch gebied: 81%
- bossen: 9%

De gemeente beslaat 21,22% van de totale oppervlakte van de powiat.

## Demografie
Stand op 30 juni 2004:
| Omschrijving                   | Totaal | Totaal | Vrouwen | Vrouwen | Mannen | Mannen |
| ------------------------------ | ------ | ------ | ------- | ------- | ------ | ------ |
| eenheid                        | aantal | %      | aantal  | %       | aantal | %      |
| inwoners                       | 5695   | 100    | 2900    | 50,9    | 2795   | 49,1   |
| bevolkingsdichtheid (inw./km²) | 46,6   | 46,6   | 23,8    | 23,8    | 22,9   | 22,9   |

In 2002 bedroeg het gemiddelde inkomen per inwoner 1275,19 zł.

## Aangrenzende gemeenten
Chojnów, Pielgrzymka, Warta Bolesławiecka, Złotoryja